# Ali Sayad Shirazi

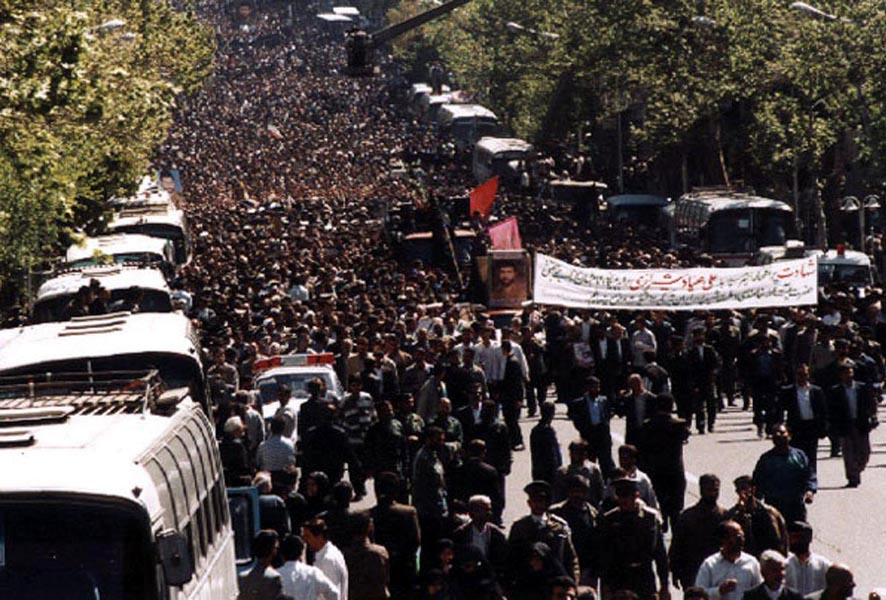
Le peuple iranien dans les obsèques du Général Ali Sayad Shirazi

Ali Sayad Shirazi (en persan : علی صياد شیرازی), né le 13 juin 1944 à Kaboud Gonbad dans la province Khorasan-e Razavi et mort le 10 avril 1999 à Téhéran, est chef d'État-major des forces armées iraniennes pendant la guerre Iran-Irak (1980-1988). Il a par ailleurs eu un rôle central dans la répression de l'insurrection dans la province iranienne du Kurdistan en 1979 après la révolution iranienne.
Il était surnommé Mard-e-Foulad, soit littéralement « l'homme d'acier ».
En juillet 1988, il y eut un désaccord sur la stratégie dans la guerre Iran-Irak entre Shirazi et Mohsen Rezaee. Lorsque cette rivalité devint publique, l'Ayatollah Khomeini les rencontra dans sa résidence le 19 juillet 1986 et leur demanda de « rechercher l'unité ».
Il est assassiné en 1999 par l'Organisation des moudjahiddines du peuple iranien, groupe armé d'opposition au gouvernement islamique de Téhéran. Ses funérailles ont lieu au Behesht-e Zahra, plus grand cimetière d'Iran. Plusieurs rues, bâtiments et hôtels sont nommées d'après lui, dont l'hôtel cinq étoiles Sayad Shirazi de Mashhad et l'autoroute Sayad Shirazi à Téhéran.